# Puran
Puran (Meleagris) je jedini rod potporodice Meleagridinae, porodica fazanki. 

## Obilježja
To su velike ptice, veće od svih drugih vrsta reda kokoški u koji su svrstane. Odrasli mužjaci uspravni dosežu visinu od 1 metra, a teže oko 10 kilograma. Jedine dvije vrste ovog roda (vidi taksokvir) razlikuju se bojom, no građa kostura im je gotovo identična.
Krupno tijelo upućuje na pticu koja se zadržava pretežno na tlu, a u bijegu češće trči nego što leti. Krila im omogućuju snažan let na kraće udaljenosti.

## Rasprostranjenost i stanište
Nastanjuju područje od južnog ruba Kanade preko SAD-a i Meksika sve do Belize i Gvatemale. Odomaćena vrsta divljeg purana (Meleagris gallopavo) danas je rasprostranjena širom Svijeta.
Idealno stanište su im šume s prostranim proplancima ili rubovi šuma. Purani trebaju gust šumski podrast za skrivanje i gniježđenje, stabla za spavanje i travnate površine za potragu za hranom. S vremenom, purani su postali hemerofili pa pa sad nastanjuju i parkove kao i rubna područja gradova.

## Izumrle vrste
- Meleagris californica